# Динамо (футбольный клуб, Владивосток)
«Дина́мо» — советский и российский футбольный клуб из Владивостока, в 1964 году назывался «Пограничник». Основан не позднее 1944 года.

## История
Семикратный чемпион Приморского края, девятикратный обладатель Кубка Приморского края, обладатель зонального Кубка РСФСР среди команд КФК 1965 года. Участник первенства и кубка СССР в 1957 году. Функционировал также в 2010—2012 годах, затем вновь был реорганизован.
В 2021 году стало известно, что клуб «Динамо» возрождён и под названием «Динамо-Владивосток» заявлен в ФНЛ-2.

## Стадион

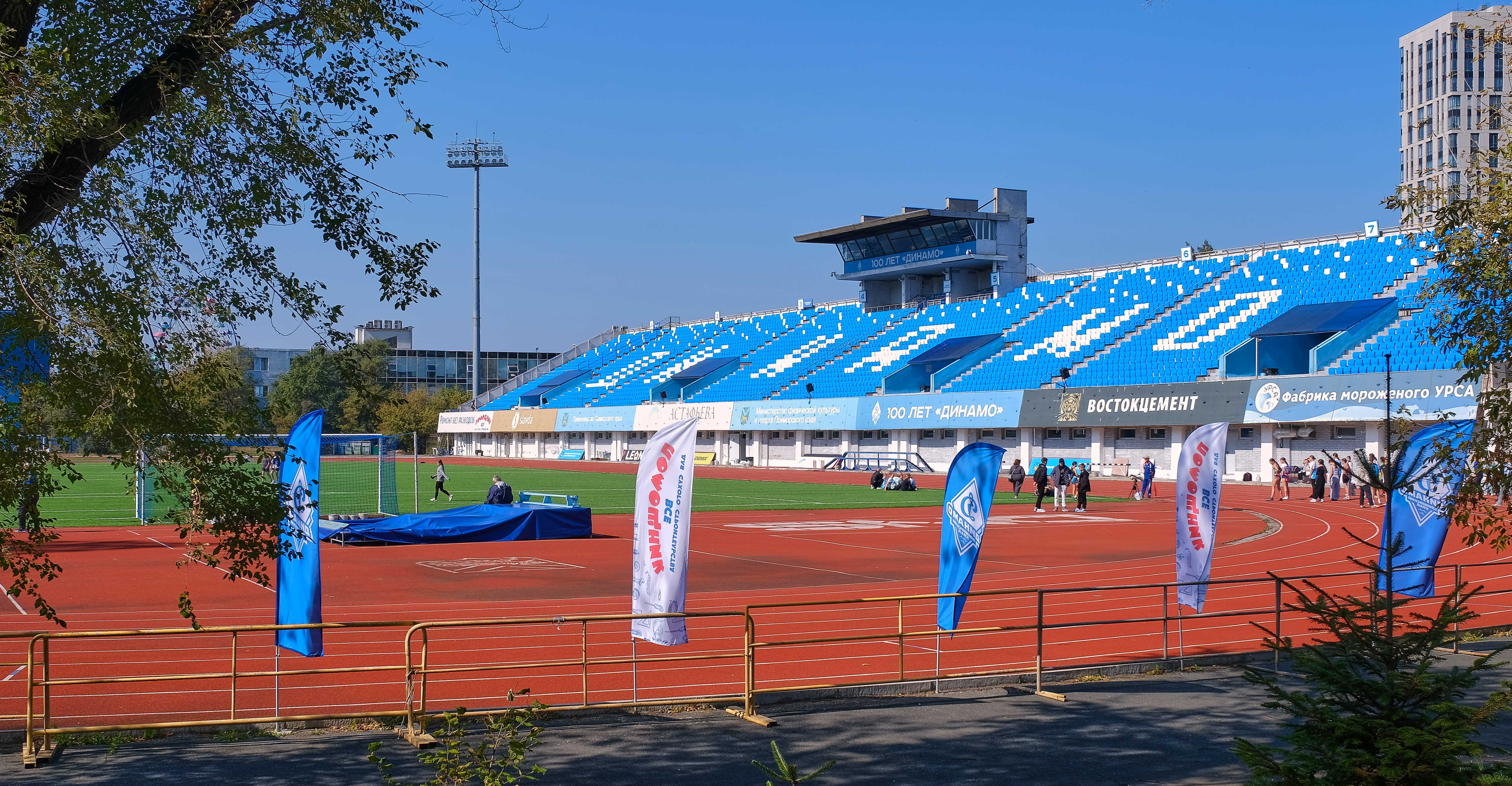
«Динамо (стадион, Владивосток)»

Согласно официальному сайту клуба
Домашний стадион — «Динамо». 
Стадион был построен в 1957 году на улице Адмирала Фокина, недалеко от порта для яхт. В 2004 году на стадионе был произведён ремонт, в результате которого на нём появились искусственное освещение, системы обогрева и полива. В настоящее время вместимость арены составляет 10 200 зрителей, однако в она может быть увеличена до 15—17 тысяч.
Часть домашних матчей первенств в сезонах 2021/22 и 2022/23 команда проводила в Находке на стадионе «Водник» и на стадионе «Салют» в Долгопрудном.

## Логотип
Согласно официальному сайту клуба
Логотип ФК «Динамо» выполнен в традиционных динамовских бело-синих цветах. В основе содержит классическую литеру «Д» на символе спорта футбольном мяче, в круге синего цвета с белой каймой. По периметру верхней частей круга находится надпись «Динамо», нижней части надпись «Футбольный клуб».

### Клубные цвета
| Синий | Белый |

## Статистика выступлений
| 1957    | Класс «Б», дальневосточная зона     | 2 | 2 из 12 | 22 | 12 | 6  | 4  | 39-25 | 30 | финал зоны 4            | Анатолий Назаров                     |  |  |
|         |                                     |   |         |    |    |    |    |       |    |                         |                                      |  |  |
| 2021/22 | Второй дивизион, группа 3           | 3 | 6 из 22 | 32 | 12 | 16 | 4  | 50-32 | 52 | 1/64 финала             | Сергей Бойко, Дмитрий Фомин          |  |  |
| 2022/23 | Вторая лига, группа 3               | 3 | 8 из 24 | 34 | 15 | 6  | 13 | 48-41 | 51 | 5-й раунд пути регионов | Дмитрий Фомин, Игорь Жегулин (и. о.) |  |  |
| 2023    | Вторая лига, дивизион «Б», группа 3 | 4 | 4 из 18 | 17 | 10 | 0  | 7  | 30-21 | 30 | 6-й раунд пути регионов | Михаил Сальников                     |  |  |
| 2024    | Вторая лига, дивизион «Б», группа 3 | 4 | 1 из 15 | 28 | 20 | 3  | 5  | 42-17 | 63 | 4-й раунд пути регионов | Михаил Сальников                     |  |  |

1. 1 2  Первенство проходило в два этапа, на втором этапе учитывалась часть матчей первого этапа. Приведены суммарные показатели в сыгранных матчах.

## Основной состав
| 1  | Россия | Вр  | Антон Шитов              | 2000 |  |  |  |  |  |
| 16 | Россия | Вр  | Сергей Глазков           | 1987 |  |  |  |  |  |
| 35 | Россия | Вр  | Тимур Пазылов            | 2006 |  |  |  |  |  |
| 75 | Россия | Вр  | Евгений Арчибасов        | 1999 |  |  |  |  |  |
|    |        |     |                          |      |  |  |  |  |  |
| 4  | Россия | Защ | Илья Сальников           | 2000 |  |  |  |  |  |
| 5  | Россия | Защ | Никита Сергеев (капитан) | 1992 |  |  |  |  |  |
| 27 | Россия | Защ | Артём Агрофенин          | 2006 |  |  |  |  |  |
| 69 | Россия | Защ | Алексей Доля             | 2002 |  |  |  |  |  |
| 47 | Россия | Защ | Валентин Андямов         | 2000 |  |  |  |  |  |
| 80 | Россия | ПЗ  | Алексей Пипо             | 2000 |  |  |  |  |  |
|    |        |     |                          |      |  |  |  |  |  |
| 7  | Россия | ПЗ  | Дмитрий Ращупкин         | 1994 |  |  |  |  |  |
| 8  | Россия | ПЗ  | Абдула Багамаев          | 2004 |  |  |  |  |  |

| 10 | Россия | Защ | Сергей Дудкин    | 1991 |  |  |  |  |  |
| 11 | Россия | ПЗ  | Никита Касаткин  | 1997 |  |  |  |  |  |
| 14 | Россия | Защ | Виктор Курышев   | 1990 |  |  |  |  |  |
| 17 | Россия | ПЗ  | Максим Супрун    | 1999 |  |  |  |  |  |
| 29 | Россия | ПЗ  | Даниил Коновалов | 2005 |  |  |  |  |  |
| 70 | Россия | ПЗ  | Антон Мухин      | 2005 |  |  |  |  |  |
| 77 | Россия | ПЗ  | Артём Терентьев  | 2003 |  |  |  |  |  |
| 98 | Россия | ПЗ  | Игнат Полищук    | 2003 |  |  |  |  |  |
|    |        |     |                  |      |  |  |  |  |  |
| 9  | Россия | Защ | Максим Руднев    | 1997 |  |  |  |  |  |
| 21 | Россия | Нап | Алексей Баев     | 1993 |  |  |  |  |  |
| 22 | Россия | ПЗ  | Игорь Шестаков   | 2002 |  |  |  |  |  |
| 99 | Россия | Нап | Бека Джанелидзе  | 2001 |  |  |  |  |  |

## Зимние трансферы 2024/25

### Пришли
| Позиция | Игрок            | Прежний клуб    |
| ------- | ---------------- | --------------- |
| Вр      | Антон Шитов      | Велес           |
| Защ     | Алексей Доля     | Амкар           |
| ПЗ      | Абдула Багамаев* | Факел           |
| ПЗ      | Никита Касаткин  | Сибирь          |
| ПЗ      | Антон Мухин*     | Пари НН         |
| ПЗ      | Игнат Полищук    | СКА-Хабаровск-2 |
| ПЗ      | Максим Супрун    | Севастополь     |
| Нап     | Бека Джанелидзе  | Крымтеплица     |
| Нап     | Максим Руднев    | Торпедо (Миасс) |

### Ушли
| Позиция | Игрок           | Новый клуб      |
| ------- | --------------- | --------------- |
| Защ     | Вячеслав Дёмин  | Динамо (СПб)    |
| Защ     | Дмитрий Калугин | Иркутск         |
| ПЗ      | Данил Бабин     | свободный агент |
| ПЗ      | Ренат Гайнуллин | свободный агент |
| ПЗ      | Никита Зырянов  | Челябинск-2     |
| ПЗ      | Матвей Каяшов   | КДВ             |
| ПЗ      | Виктор Киселёв  | Уралец-ТС       |
| ПЗ      | Никита Кузин    | Калуга          |
| ПЗ      | Артём Мингазов  | Broke Boys      |
| ПЗ      | Даниил Шаронов  | свободный агент |
| Нап     | Егор Дорохов    | КДВ             |
| Нап     | Артём Колотыгин | Нарт            |
| Нап     | Олег Леонов     | КДВ             |

* В аренду 

## Руководящий состав

### Руководство
- Президент —  Руслан Кондратов
- Генеральный директор —  Александра Киняк
- Спортивный директор —  Егор Абрамов
- Заместитель генерального директора по развитию —  Артём Емельянов
- Руководитель службы безопасности —  Михаил Чистяков

### Тренерский штаб
Согласно официальному сайту клуба
- Главный тренер —  Михаил Сальников
- Тренер —  Альберт Лукманов
- Тренер вратарей —  Денис Соловьёв

### Персонал
- Пресс-атташе —  Евгений Крылов
- Администратор —  Сергей Ефремов
- Администратор —  Павел Попов
- Врач —  Азат Жунусов
- Видеооператор —  Ильнур Зарипов

## Статистика

### Крупные победы[10]
В финале Кубка Приморского края:
- «Динамо» Владивосток 3:0 «Комсомолец» Арсеньев (1953);
- «Динамо» Владивосток 3:0 «Авиатор» с. Воздвиженка (1954);
- «Луч» Владивосток 0:3 «Динамо» Владивосток (1956).

В Чемпионате РСФСР среди команд КФК:
- «Динамо» Владивосток 3:0 «Авиатор» с. Воздвиженка (1948);
- «Динамо» Владивосток 3:0 «Динамо» Благовещенск (1950);
- «Динамо» Владивосток 9:1 «Химик» Березники (1956);
- «Динамо» Владивосток 4:0 Читинская область (1956);
- «Красная звезда» 0:4 «Динамо» Владивосток (1956);
- Амурская область 0:3 «Динамо» Владивосток (1956);
- «Динамо» Владивосток 3:0 «Смена» Комсомольск-на-Амуре (1958);
- «Динамо» Владивосток 10:0 Команда Якутской АССР (1959).

В Кубке РСФСР среди команд КФК:
- «Динамо» Владивосток 4:0 Магадан (1/32 финала, 1955);
- «Ташкенткабель» Ташкент 0:3 «Динамо» Владивосток (1/16 финала, 1965);
- «Динамо» Владивосток 5:0 «Авангард» Комсомольск-на-Амуре (1/4 финала, 1965).

В Чемпионате СССР:
- ОСК Чита 0:4 «Динамо» Владивосток (1957);
- «Шахтёр» Кемерово 1:4 «Динамо» Владивосток (1957);
- «Динамо» Владивосток 3:0 «Сибсельмаш» Новосибирск (1957).

### Крупные поражения[10]
В Чемпионате РСФСР среди команд КФК:
- «Динамо» Владивосток 0:3 ДО Хабаровск (1948);
- «Динамо» Хабаровск 4:1 «Динамо» Владивосток (1948);
- ДО Хабаровск 3:0 «Динамо» Владивосток (1950);
- «Восток» Благовещенск 5:0 «Динамо» Владивосток (1952);
- «Динамо» Комсомольск-на-Амуре 5:0 «Динамо» Владивосток (1952);
- ДО Хабаровск 4:0 «Динамо» Владивосток (1952);
- ДОСА Ворошилов 3:0 «Динамо» Владивосток (1952);
- «Динамо» Владивосток 2:6 «Локомотив» Улан-Удэ (1954);
- «Буревестник» Томск 4:1 «Динамо» Владивосток (1956);
- «Динамо» Якутск 4:1 «Динамо» Владивосток (1958).

В Кубке РСФСР среди команд КФК:
- ОДО Хабаровск 4:0 «Динамо» Владивосток (1/16 финала, 1955);
- «Звезда» Южно-Сахалинск 3:0 «Динамо» Владивосток (финал, 1962);
- «Металлург» Бокситогорск 3:0 «Динамо» Владивосток (1965).

В Чемпионате СССР:
- «Буревестник» Томск 5:0 «Динамо» Владивосток (1957).

## Достижения

### В России
Вторая лига России по футболу (дивизион «Б», Группа 3)
- Чемпион: 2024

### В СССР
Чемпионат СССР по футболу 1957 (класс «Б»)
- Серебряный призёр: 1957

 Кубка СССР (1957) Финал зоны 4 «Сибирь и Дальний Восток». 
- Финалист: 1957

 Зональный Кубок РСФСР среди команд КФК. 
- Обладатель: 1965 [11].

Чемпионат Приморского края по футболу
- Чемпион (7): 1958, 1959, 1960, 1962, 1963, 1964, 1966.
- Серебряный призёр (4): 1953, 1954, 1956, 1965.

Кубок Приморского края по футболу
- Обладатель (9): 1953, 1954, 1955, 1956, 1958, 1959, 1961, 1962, 1968.
- Финалист (3): 1957, 1950, 1965.

## Главные тренеры
- Сергей Бойко (2021—2022)
- Дмитрий Фомин (2022—2023)
- Михаил Сальников (с 2023)

## Спонсоры и партнеры клуба
Согласно официальному сайту клуба
- Правительство Приморского края
- АО «Терминал Астафьева» — динамично развивающийся современный морской мультимодальный терминал, расположенный в г. Находка Приморского края
- Группы компаний «Аква-Ресурсы» — крупный логистический холдинг со штаб-квартирой во Владивостоке, специализирующийся на добыче, переработке, хранении и оптовой торговле рыбой, а также на операциях с контейнерными перевозками